# Museo della Grande Guerra a Passo Fedaia
Il Museo della Grande Guerra a Passo Fedaia è situato in comune di Canazei in provincia di Trento, presso il Passo Fedaia nelle vicinanze della diga artificiale del lago omonimo, ai piedi del massiccio della Marmolada, a circa 13 km dal capoluogo comunale. Il museo fa parte della Rete Trentino Grande Guerra.

## Descrizione
Interessante collezione di reperti bellici, in gran parte rinvenuti direttamente sul ghiacciaio della Marmolada, che per decenni, ne è stato geloso custode. Ora a causa del ritiro che sta subendo, rilascia oggetti appartenuti ai soldati dei due eserciti, italiano ed austro-ungarico, che per 30 lunghissimi mesi si sono combattuti sul monte Marmolada che divenne uno dei più alti fronti di guerra di tutti i tempi.
Da anni i De Bernardin rinvengono, collezionano ed espongono in questo piccolo ma fornitissimo museo centinaia di reperti, anche di notevole valore collezionistico, riuscendo così a far conoscere ad un numero sempre maggiore di visitatori, questa parte importantissima di storia delle Dolomiti.
Il museo è visitabile dalla fine di maggio alla prima settimana di ottobre. L'entrata è a pagamento con sconti per gruppi, bambini ed anziani. Al suo interno troviamo anche un fornitissimo book shop tematico con centinaia di pubblicazioni, un video con immagini reali girate durante la Prima Guerra Mondiale ed un accogliente bar/shop.

## Galleria d'immagini

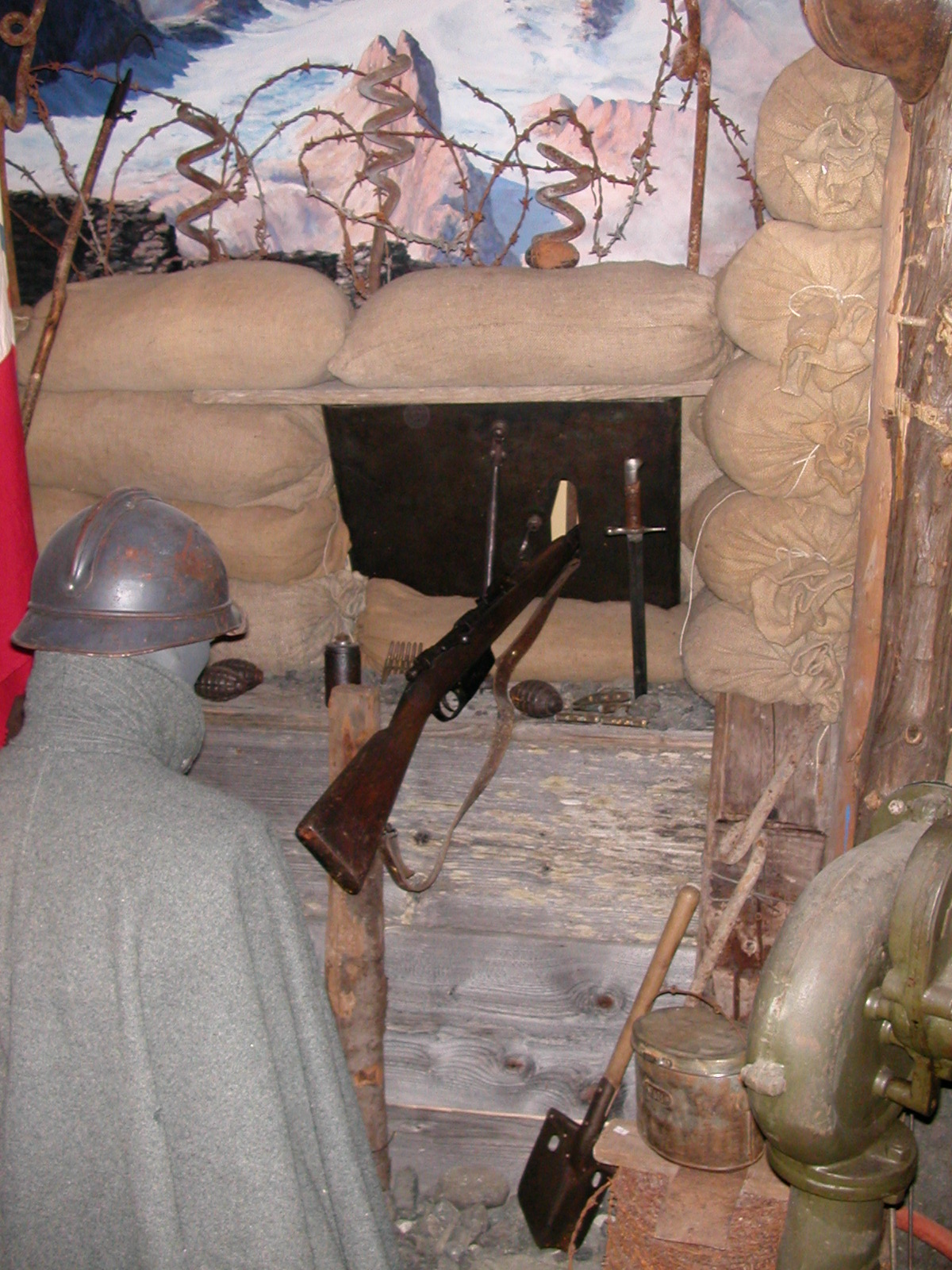
Sala interna